# Рыжов, Андрей Иванович
Андрей Иванович Рыжов (30 октября 1903 года, с. Кандабулак, ныне Сергиевский район, Самарская область — 4 июля 1968 года, Москва) — военный комиссар 83-й Краснознамённой бригады морской пехоты Черноморского флота, начальник политотдела стрелкового корпуса, заместитель начальника штаба 28-й армии по политической части 1-го Украинского фронта, полковник запаса. Герой Советского Союза.

## Биография
Родился 30 октября 1903 года в селе Кандабулак ныне Серегиевского района Самарской области в крестьянской семье. Русский. Член ВКП(б)/КПСС с 1920 года.
В Красной Армии с 1918 года. Участник Гражданской войны. В 1929 году окончил 2 курса Саратовского государственного университета, в 1932 году — Военно-политическую академию. Участник Великой Отечественной войны с июня 1941 года.
Рыжов А. И. был военкомом бригады морской пехоты, начальником политотдела стрелкового корпуса, заместителем начальника штаба 28-й армии по политической части. Участвовал в обороне Одессы, Севастополя, Новороссийска, в высадке десанта на Мысхако, в освобождении Новороссийска, Таманского полуострова, в форсировании Керченского пролива, в освобождении Крыма, Белоруссии, Польши, штурме столицы гитлеровской Германии — города Берлина, освобождении столицы Чехословакии — города Праги.
Указом Президиума Верховного Совета СССР от 7 мая 1965 года «за образцовое выполнение боевых заданий командования, умелое руководство партийно-политической работой в боевых условиях, мужество и героизм, проявленные в борьбе с фашистскими захватчиками, и в ознаменование 20-летия Победы советского народа в Великой Отечественной войне 1941—1945 гг.» полковнику Рыжову Андрею Ивановичу присвоено звание Героя Советского Союза с вручением ордена Ленина и медали «Золотая Звезда».
После войны продолжал службу в Вооружённых Силах СССР. С 1953 года полковник Рыжов А. И. — в запасе. Жил в городе-герое Москве. Скончался 4 июля 1968 года. Похоронен в Москве на Новодевичьем кладбище.

## Награды
Награждён двумя орденами Ленина, тремя орденами Красного Знамени, орденами Кутузова 2-й степени, Богдана Хмельницкого 2-й степени, двумя орденами Отечественной войны 1-й степени, медалями.